# Niderviller Keramik
Niderviller Fayence ist eine französische Keramik- und Hartporzellanmanufaktur in Niderviller (deutsch: Niederweiler), Lothringen, (Grand Est), Frankreich, die oft mit Manufacture royale de porcelaine de Sèvres verglichen wurde.

## Geschichte
1735 beauftragte Anne-Marie André-Defontaine, eine ortsansässige adlige Witwe, den Keramikmeister Matthias Lesprit aus Badonviller mit der Errichtung einer Töpferei auf ihren Ländereien in Niderviller. Die anfängliche wirtschaftliche Situation verlief unbefriedigend, woraufhin sie die Geschäftsleitung Jean-Baptiste Malriat übertrug, ohne dass sich die wirtschaftliche Situation der Manufaktur wesentlich verbesserte.

## „Beyerlé-Zeit“

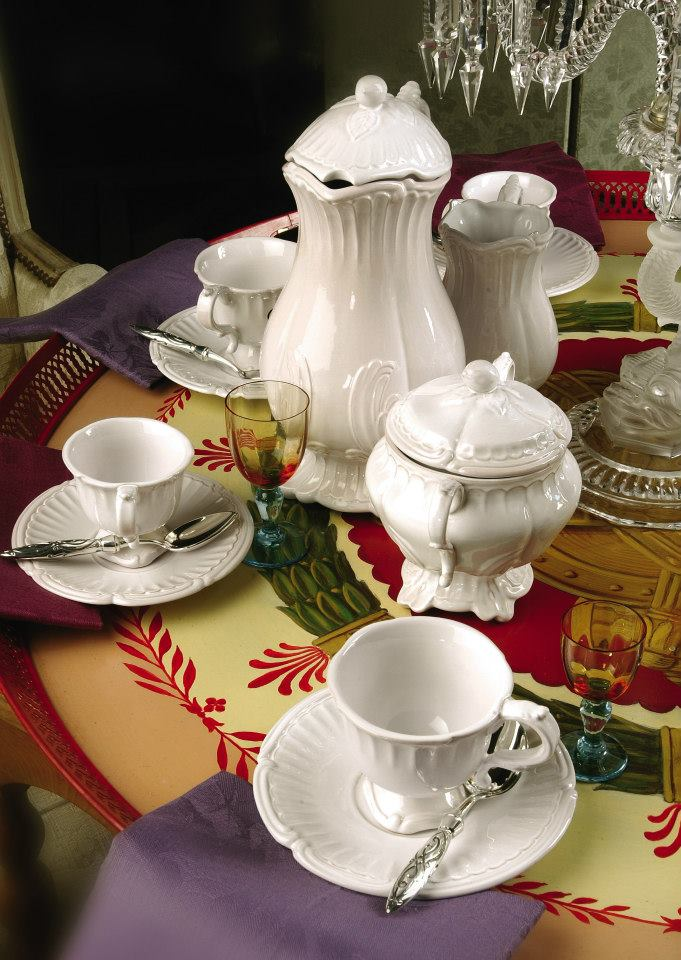
Ca. 1748, Beyerlé Steingut Kollektion, Niderviller.

Die angewachsenen Schulden veranlassten den Neffen Madame André-Defontaines zum Verkauf der Manufaktur am 4. September 1748 an den Direktor der königlichen Münzprägeanstalt in Straßburg Jean-Louis Beyerlé. Dieser setzte die Fayenceproduktion fort, stellte qualifizierte Arbeitskräfte ein und behielt Jean-Baptiste Malriat als Geschäftsführer.
1759 endete der Vertrag mit Malriat und Beyerlé stellte den jungen Maler und Chemiker François-Antoine Anstett ein. Dieser verbesserte die Produktion und Beyerlé begann mit dem Aufbau einer Porzellanmanufaktur. Anstett engagierte hierzu Joseph Seeger aus Wien, der über das Geheimnis der Porzellanherstellung verfügte, sowie den Bildhauer Philippe Arnold aus Frankenthal und den Maler Frederick Adolph Tiépou aus Sachsen.
Zum Vertrieb der Ware im Rheintal eröffnete Anstett 1764 ein Geschäft in Straßburg. Straßburg als freie Reichsstadt und Niderviller als Teil des Herzogtums Lothringen sollten die Manufaktur vor dem Königlichen Buntmalmonopol von 1745 für Vincennes und 1759 für die dann in Sèvres ansässige Manufaktur schützen, dass das Anbringen farbiger Hintergründe und Vergoldungen untersagte. Niderviller wurde jedoch nicht vom Monopol ausgenommen.

## „Custine-Zeit“

Ca. 1785, Porzellan von Niderviller. Hallwyl Museum in Stockholm

Auf Grund dieser ungünstigen Entscheidung verkaufte Beyerlé am 6. Dezember 1770 die Manufaktur an Adam-Philippe de Custine für 400.000 Livre. François-Antoine Anstett führte die Manufaktur bis 1778 weiter, danach übernahm François-Henri Lanfrey als Mitinhaber die Leitung. Er vergrößerte das Werk und kaufte eine Kaolin-Lagerstätte in Saint-Yrieix bei Limoges hinzu.
Während der Französischen Revolution wurde Baron de Custine, der die französischen Truppen bei der Belagerung von Mainz (1793) befehligt hatte, wegen Hochverrats angeklagt und am 19. August 1793 zusammen mit seiner Frau und seinem Sohn hingerichtet.

## Nach Custine

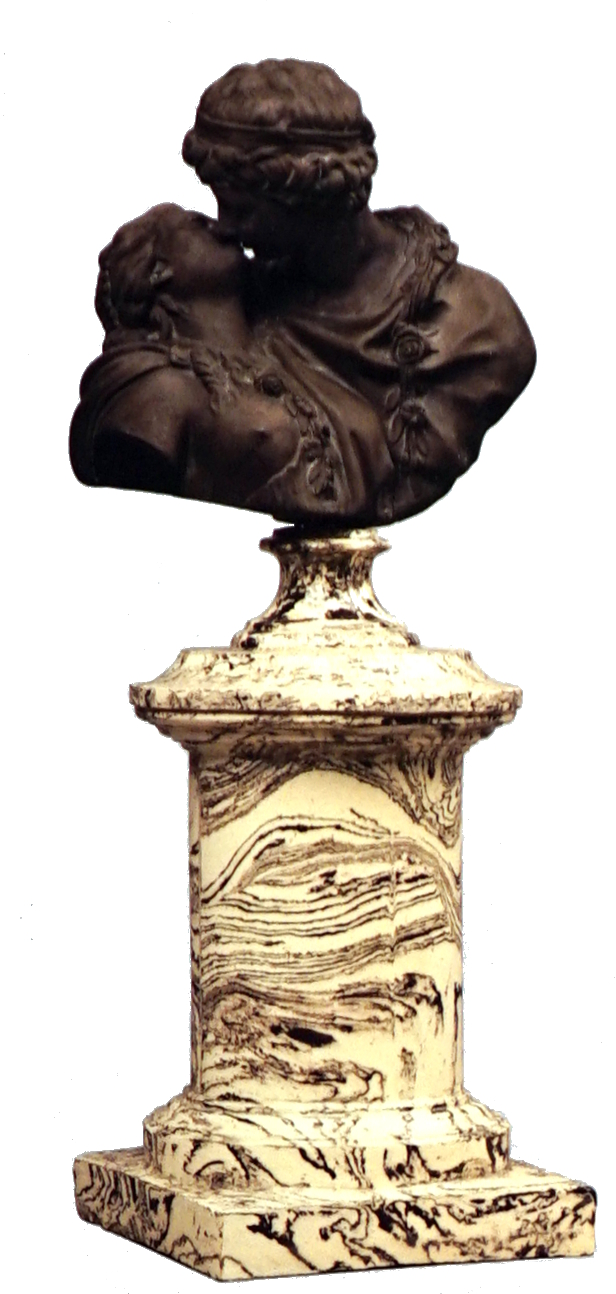
Der Kuss von Jean-Antoine Houdon aus schwarzem Steingut, von Niderviller, ca. 1810.

Sein Besitz wurde als Nationalgut verkauft. François-Henri Lanfrey führte die Manufaktur zunächst unter Zwangsverwaltung mit 15 Mitarbeitern weiter, bis er sie 1802 vollständig erwerben konnte. Danach arbeitete er mit berühmten Personen, wie Houdon oder Clodion. Ab 1819 exportierte er Porzellan aus Niderviller nach Russland, in die Schweiz, nach Italien und nach Deutschland.
Lanfrey starb 1827, seine Söhne verkauften das Unternehmen für 25.000 Franken an die Familie Dryander, die bereits eine Fayencefabrik in Saarbrücken besaß.
Jedoch musste Louis Guillaume Dryander bereits 1830 aufgrund der Konkurrenz aus Limoges die Herstellung von feinem Porzellangeschirr wieder einstellen und stellte auf die Produktion von Geschirr für den Alltagsgebrauch um. Er führt industrielle Arbeitsprozesse ein, die die Menge der produzierten Waren erhöhten. Im Jahr 1840 beschäftigte er 53 Mitarbeiter.
1864 gab Louis Guillaume Dryander die Geschäftsführung auf und übertrug sie seinen Söhnen, die in der Folge hauptsächlich Geschirr herstellen.
Während der Annektierung Lothringens durch das deutsche Reich firmierte Niderviller als „Steingutfabrik Niederweiler AG“, nachdem die Manufaktur 1886 in eine Aktiengesellschaft umgewandelt wurde. Nach dem Ersten Weltkrieg führte sie wieder ihren französischen Namen als „S.A. Faïencerie de Niderviller“.
Nach 1945 wurde die Manufaktur modernisiert und unter ihrem Leiter Guy Barreau orientierte sich die Produktion in den 1950er Jahren von der industriellen zurück zur manuellen Fertigung. 1996 ging die Faïencerie de Niderviller wieder in Familienbesitz über. Mit 98 Mitarbeitern gehört sie zusammen mit der Kristallfabrik Portieux 1705 und dem Kristallhersteller Vallérysthal 1705 zu der französischen Gruppe Faïence & Cristal de France.